# 布兰德-埃比斯多夫
布兰德-埃比斯多夫（德語：Brand-Erbisdorf，發音：[ˌbʁantˈʔɛʁbɪsdɔʁf] ⓘ）是德国萨克森州中萨克森县的城市，面积46.33平方千米，2023年12月31日人口为8,908人。